# Ярошівка (Фастівський район)
Яроші́вка — село в Україні, у Фастівському районі Київської області. Входить до складу Томашівської сільської громади. Населення становить 262 осіб.

## Населення

### Мова
Розподіл населення за рідною мовою за даними перепису 2001 року:
| Мова            | Кількість | Відсоток |
| --------------- | --------- | -------- |
| українська      | 256       | 97.71%   |
| білоруська      | 3         | 1.15%    |
| російська       | 2         | 0.76%    |
| інші/не вказали | 1         | 0.38%    |
| Усього          | 262       | 100%     |